# Орест (тагос)
Орест (грец. Ορέστης; д/н — після 455 до н. е.) — 8-й тагос (верховний вождь) Фессалійського союзу.

## Життєпис
Походив з роду Ехекратидів. Син Ехекратида III, тагос Фессалії і правителя Фарсалу. Ймовірно близько 461 року до н. е. разом з батьком отримав афінське громадянство.
460 року до н. е. після смерті Ехакратида III успадкував владу в Фарсалі й став тагосом. В цей час почалася Мала Пелопоннеська війна. Орест обрав бік Афін та Делоського союзу. Проте ймовірно в Фесалії існувала проспартанська партія. Зрештою Ореста було позбавлено титул тагоса й вигнано з країни. При цьому власне рід Ехекратидів виявився розколотим, оскільки його брат або інший родич Ехекратид IV виступив проти Ореста, завдяки чому став правителем Фарсалу. Разом з тим збори фессалійців вирішили не обирати нового тагоса.
В свою чергу Орест рушив до Афін по допомогу. за наполяганням Перікла афіняни підтримали вигнанця, оскільки розраховувалис яна фессалійську кінноту в боротьбі зі спартанцями. Проте похід 454 року до н. е. виявився невдалим. Зрештою афіняни, беотійці та фокейці виявилися заблокованими та змушені були залишити Фессалію. Подальша доля Ореста невідома.
Новий тагос був обраний лише у 431 році до н. е. Ним став Даох I.